# UTC+08:45
Giờ UTC+8:45 được dùng như một giờ tại Úc - Giờ Trung Tây (Central Western Time hay CWT). Nó được các quán ăn dọc Xa lộ Eyre tại Tây Úc và Nam Úc sử dụng. Hiện không phải là múi giờ chính thức. Ranh giới của khu vực sử dụng giờ có ghi rõ ràng nơi nó bắt đầu và nơi kết thúc trên bản đồ của vùng.